# Lago Powder Mill
O lago Powder Mill é um lago regional municipal da região de Halifax, Nova Escócia, Canadá.